# NGC 7598
NGC 7598 ist eine Elliptische Galaxie vom Hubble-Typ E im Sternbild Pegasus nördlich des Himmelsäquators. Sie ist schätzungsweise 516 Millionen Lichtjahre von der Milchstraße entfernt und hat einen Durchmesser von etwa 45.000 Lichtjahren.
Im selben Himmelsareal befinden sich u. a. die Galaxien NGC 7571, NGC 7578, NGC 7588, NGC 7602.
Das Objekt wurde am 3. November 1864 von Albert Marth entdeckt.